# George of the Jungle (desenho de 1967)
George of the Jungle (no Brasil, George, o Rei da Floresta) é uma série de desenho animado estadunidense que foi criada em 1967 por Jay Ward, o mesmo criador de The Rocky and Bullwinkle Show. O desenho teve 17 episódios e ganhou um remake em 2007.